# Julie Balagué
Julie Balagué est une photographe, documentariste et photojournaliste française originaire de l'Ariège,, née en 1986.

## Biographie
Julie Balagué est née à Toulouse en 1986 (date précise?). En 2010, elle sort diplômée de l’ENS Louis-Lumière. En tant que photojournaliste, elle collabore avec différents titres de la presse française.

## Carrière artistique
En 2015, elle découvre les résidences Levitt, dont celle de Lésigny (Seine-et-Marne), construites sur le modèle de Levittown, aux Etats-Unis. En résulte la série Pursuit of happiness, exposée aux Boutographies de Montpellier en 2016,, et aux Rencontres photographiques d’Arles en 2017,. 
La même année, elle est lauréate de la Commande des Regards du Grand Paris (Ateliers Médicis et CNAP). Elle réalise la série Utopie/Maladrerie, exposée à plusieurs reprises,,ce projet consacré au quartier de la Maladrerie d'Aubervilliers, conçu par les architectes Jean Renaudie et Renée Gailhoustet. L'ouvrage issu de ce travail est préfacé par l'écrivaine Fanny Taillandier. 
Depuis 2020, elle est membre de l’incubateur d’artistes Poush. 
En 2022, elle est lauréate de la Grande commande photographique du ministère de la Culture et de la Bibliothèque nationale de France,, pour son projet, Une société d'enfants. Ce projet est exposé dans le cadre de l'exposition "La France sous leurs yeux" sur le site François-Mitterrand de la BnF en 2024.

## Collections
Les images de Julie Balagué font partie du fonds des Rencontres de la photographie d'Arles, de la Bibliothèque nationale de France, et du Centre national des arts plastiques.